# Cecil Balmond
Cecil Balmond, född 1943, är en lankesisk ingenjör. Han föddes i Colombo, Sri Lanka och studerade där till byggnadsingenjör. 
Balmond arbetar sedan lång tid på ingenjörsbyrån Arup och har genom åren arbetat i projekt med bland andra Álvaro Siza, Rem Koolhaas och Daniel Libeskind. Inom företaget är han särskilt ansvarig för komplexa strukturer och avancerade geometrier och har uppmärksammats för sitt, för ingenjörer, okonventionella arbetssätt i gränslandet mellan konstruktion och arkitektur, och kan beskrivas som närapå intuitivt konstnärligt. Balmond har skrivit en rad böcker om konstruktionsfilosofi och har också representerats på en rad utställningar världen över, däribland på konstmuseet Louisiana i Danmark 2007.